# NXT1
NXT1‏ (Nuclear transport factor 2 like export factor 1) هوَ بروتين يُشَفر بواسطة جين NXT1 في الإنسان.